# 쿠마목
쿠마목(Cumacea)은 연갑강에 속하는 작은 해양 갑각류 목의 하나이다. 이 갑각류는 독특한 모양과 일정한 체제(體制)를 지니고 있기 때문에 다른 갑각류와 구별하기가 쉽다.

## 분류
- Bodotriidae Scott, 1901 - 36속 379종
- Ceratocumatidae Calman, 1905 - 2속 10종
- Diastylidae Bate, 1856  - 22속 318종
- Gynodiastylidae Stebbing, 1912 - 12속 106종
- Lampropidae Sars, 1878 - 15속 114종
- Leuconidae Sars, 1878 - 16속 139종
- Nannastacidae Bate, 1866 - 25속 426종
- Pseudocumatidae Sars, 1878 - 12속 30종
- 분류학적 위치가 불확실(incertae sedis)한 종 - 1종